# جيمي وايت (مقدمة برامج إذاعية)
جيمي وايت (بالإنجليزية: Jamie White)‏ هي مقدمة برامج إذاعية أمريكية، ولدت في 6 ديسمبر 1968 في إنرجي في الولايات المتحدة.

## وصلات خارجية
- الموقع الرسمي
- جيمي وايت على موقع IMDb (الإنجليزية)
- جيمي وايت على موقع إن إن دي بي (الإنجليزية)
- جيمي وايت على موقع قاعدة بيانات الفيلم (الإنجليزية)
- جيمي وايت على موقع كينوبويسك (الروسية)